# Église Saint-Côme-et-Saint-Damien de Saint-Côme-d'Olt
L'église Saint-Côme-et-Saint-Damien de Saint-Côme-d'Olt,, ou église Saint-Côme, est une église située à Saint-Côme-d'Olt, en France.
Elle fait l'objet d'une inscription au titre des monuments historiques depuis 1927.

## Localisation
L'église est située dans le bourg de Saint-Côme-d'Olt, dans le département français de l'Aveyron.

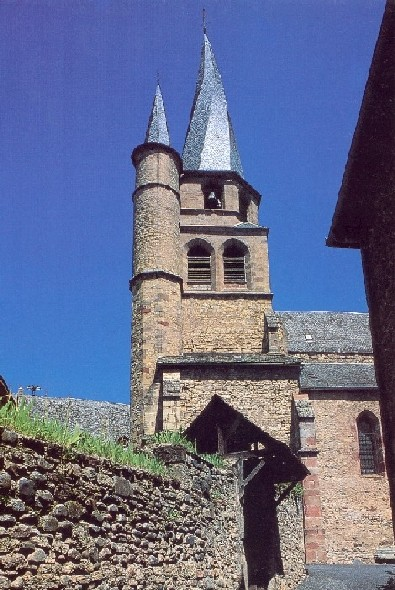
L'église et son clocher tors.
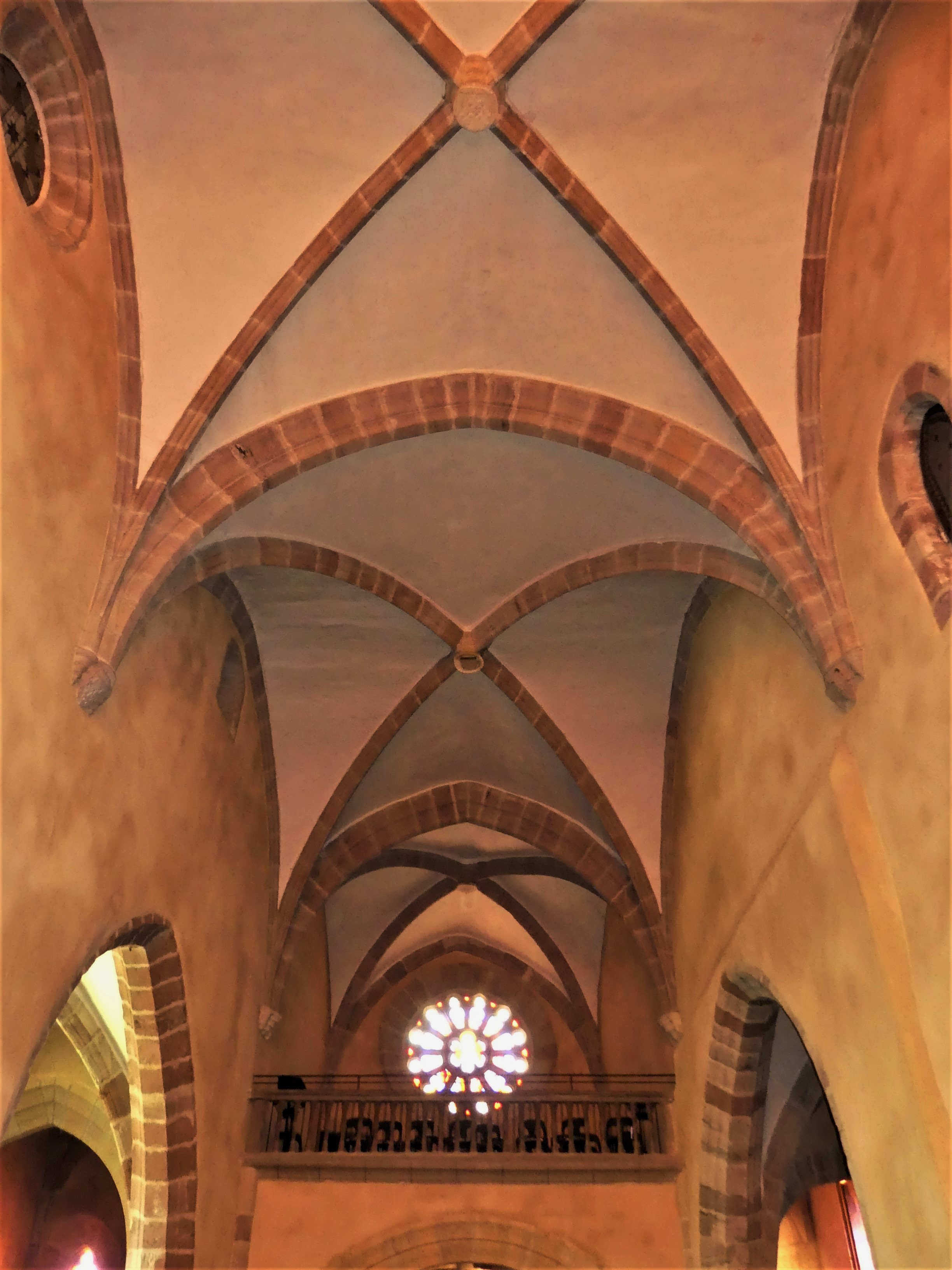
Le plafond de l'église.
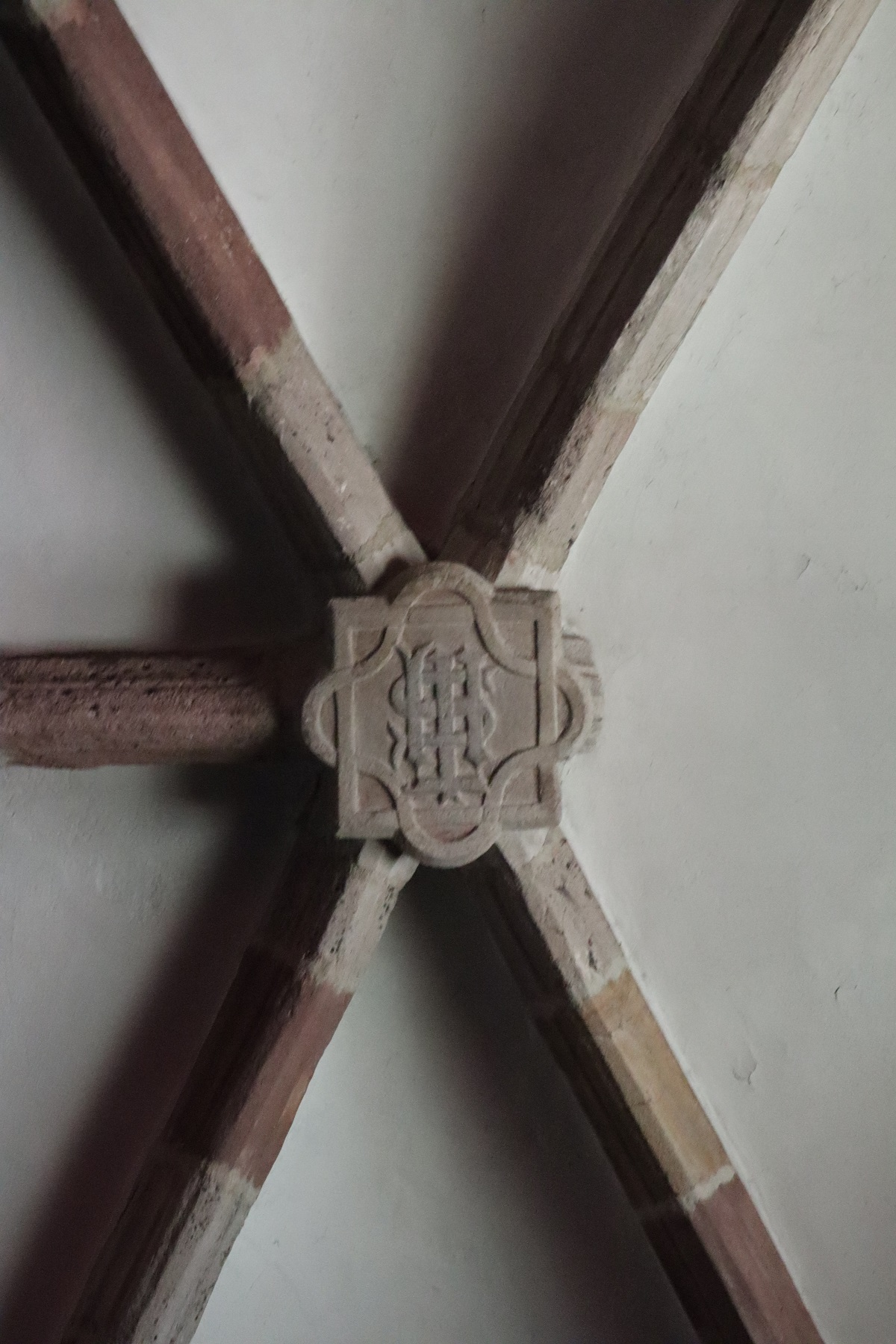
Clé de voûte.
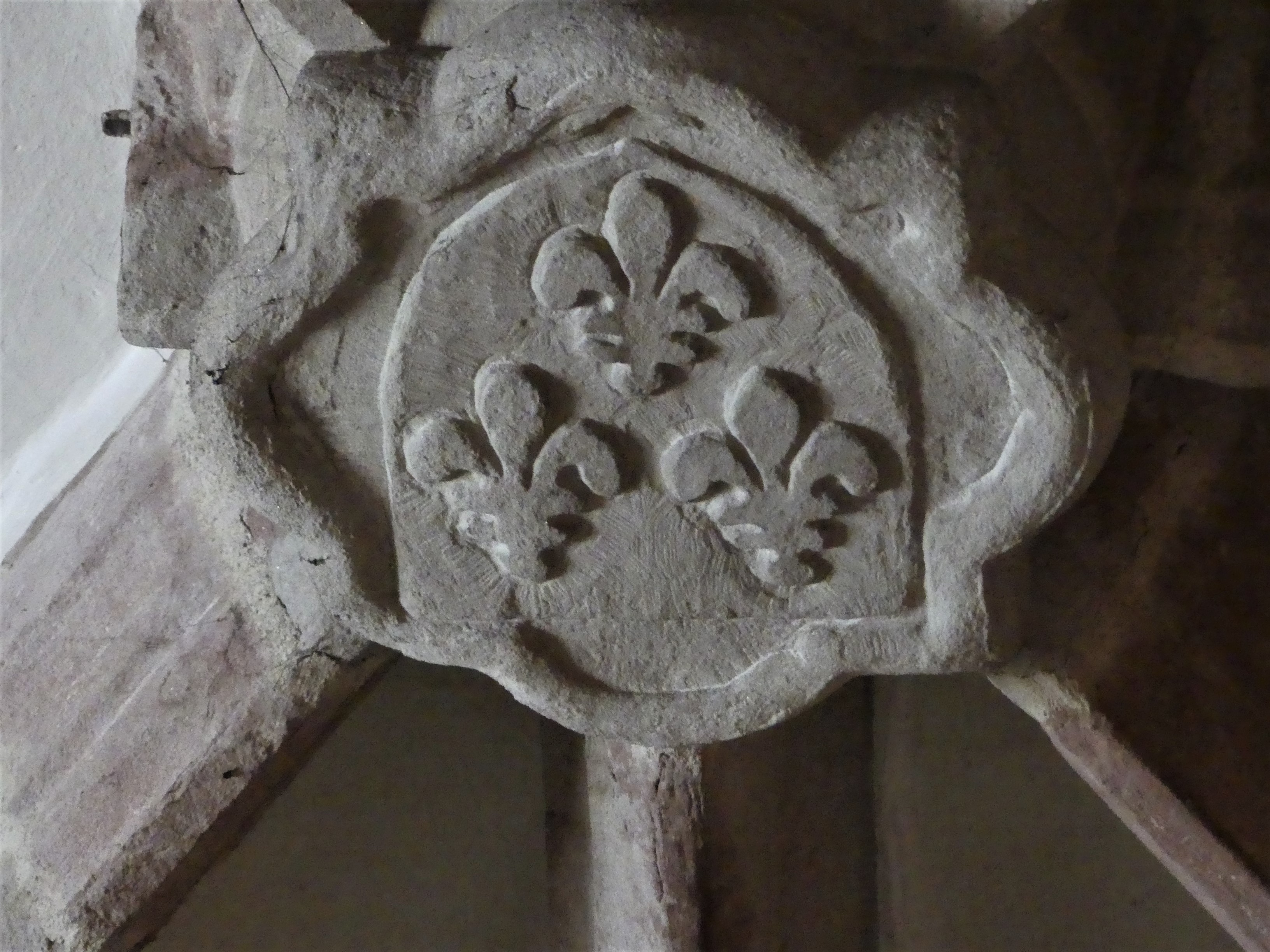
Autre clé de voûte.

## Historique
Au XIe siècle, l'église paroissiale de Saint-Côme était celle de Saint-Pierre de la Bouysse, au nord-est du village. Au XIVe siècle, le château des seigneurs de Calmont d'Olt — l'actuel hôtel de ville — disposait d'une chapelle dans le village. Deux siècles plus tard, l'église Saint-Pierre s'avérant trop petite, les habitants demandent à Antoine d'Estaing, prieur de Saint-Côme et évêque d'Angoulême, ainsi qu'au seigneur de Calmont d'Olt, d'agrandir la chapelle castrale. En décembre 1521, Guy de Castelnau, sire de Calmont et évêque de Périgueux, autorise les travaux d'agrandissement qui sont alors réalisés à partir de 1522 par Antoine Salvanh, l'architecte du clocher de la cathédrale Notre-Dame de Rodez. C'est lui qui réalise le portail gothique et en 1532 les deux énormes portes en chêne du portail sont posées, marquant la fin du chantier. 
L'édifice est la nouvelle église paroissiale, sous le double patronage de saint Côme et saint Damien,. En 1627, le clocher est foudroyé et doit être refait, et il en sera de même en 1802, 1860, 1920 et 1990. En 1655, des réparations sont effectuées à l'intérieur de l'église (cette date est sculptée sur l'arc de la chapelle de la Vierge). En 1750 puis 1869, le clocher, son escalier et l'intérieur de l'église font l'objet de réhabilitations. De 1952 à 1963, l'abbé Alibert fait réaménager le chœur avec notamment des nouveaux vitraux. L'église est consacrée en 1961. De 1995 à 2012, plusieurs restaurations d'objets mobiliers sont effectuées (deux tableaux, deux statues et le retable), et une rampe d'accès pour les handicapés est aménagée côté nord.
L'édifice est inscrit au titre des monuments historiques par arrêté du 29 décembre 1927.

## Architecture
L'édifice est de style gothique flamboyant. Il est dominé par un clocher tors — également appelé clocher flammé — haut de 42 mètres. Le portail s'ouvre à l'ouest. Son tympan est orné de trois statues. Les deux vantaux en chêne sont séparés par un trumeau sculpté où figure la statue de saint Côme.
Longue de trois travées, la nef est flanquée de deux collatéraux. La chapelle de droite possède une Mise au tombeau de style populaire. Une chapelle, à gauche du chœur, renferme le tombeau de Guy de Castelnau, évêque de Périgueux.

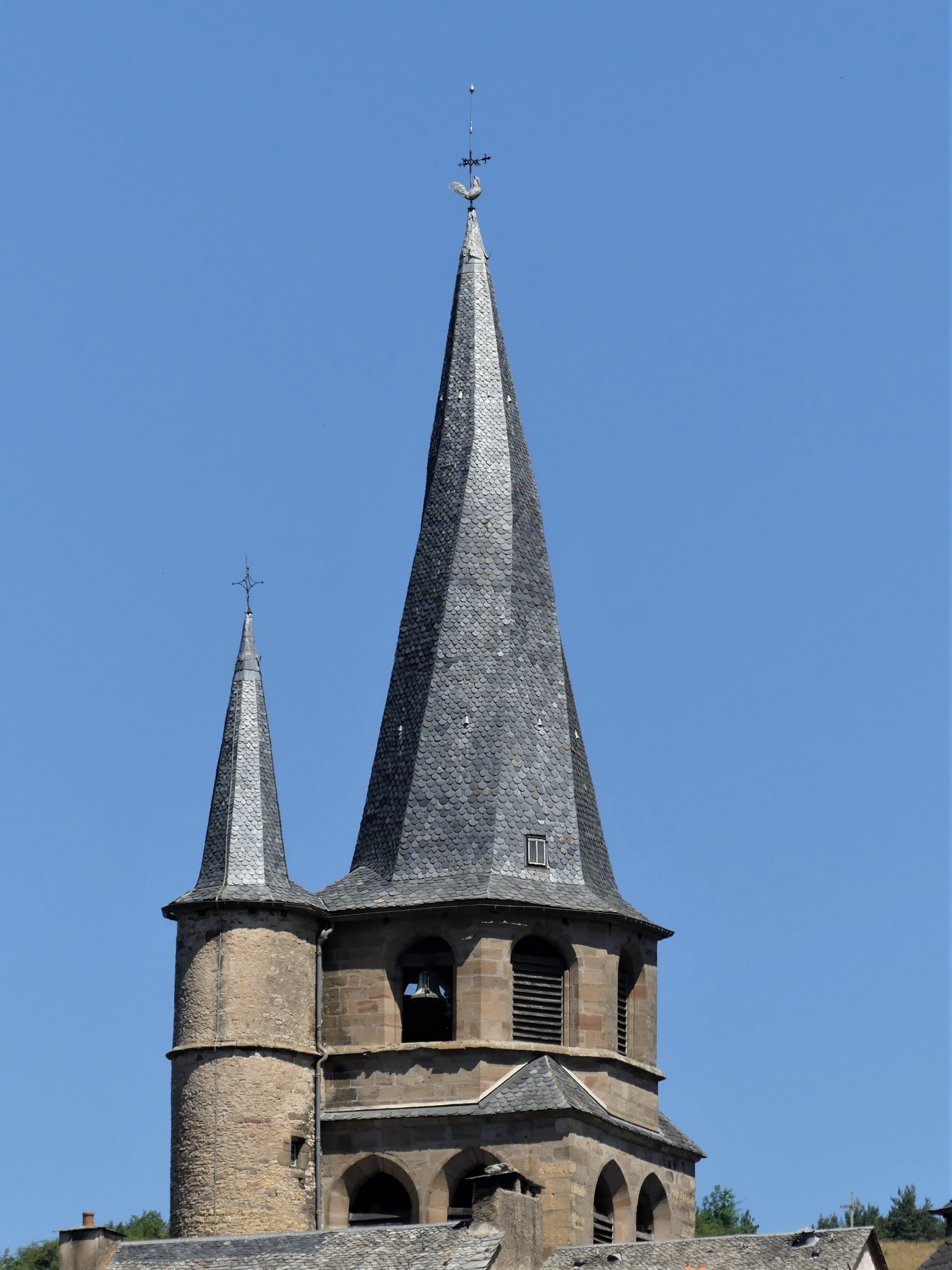
Le clocher tors.
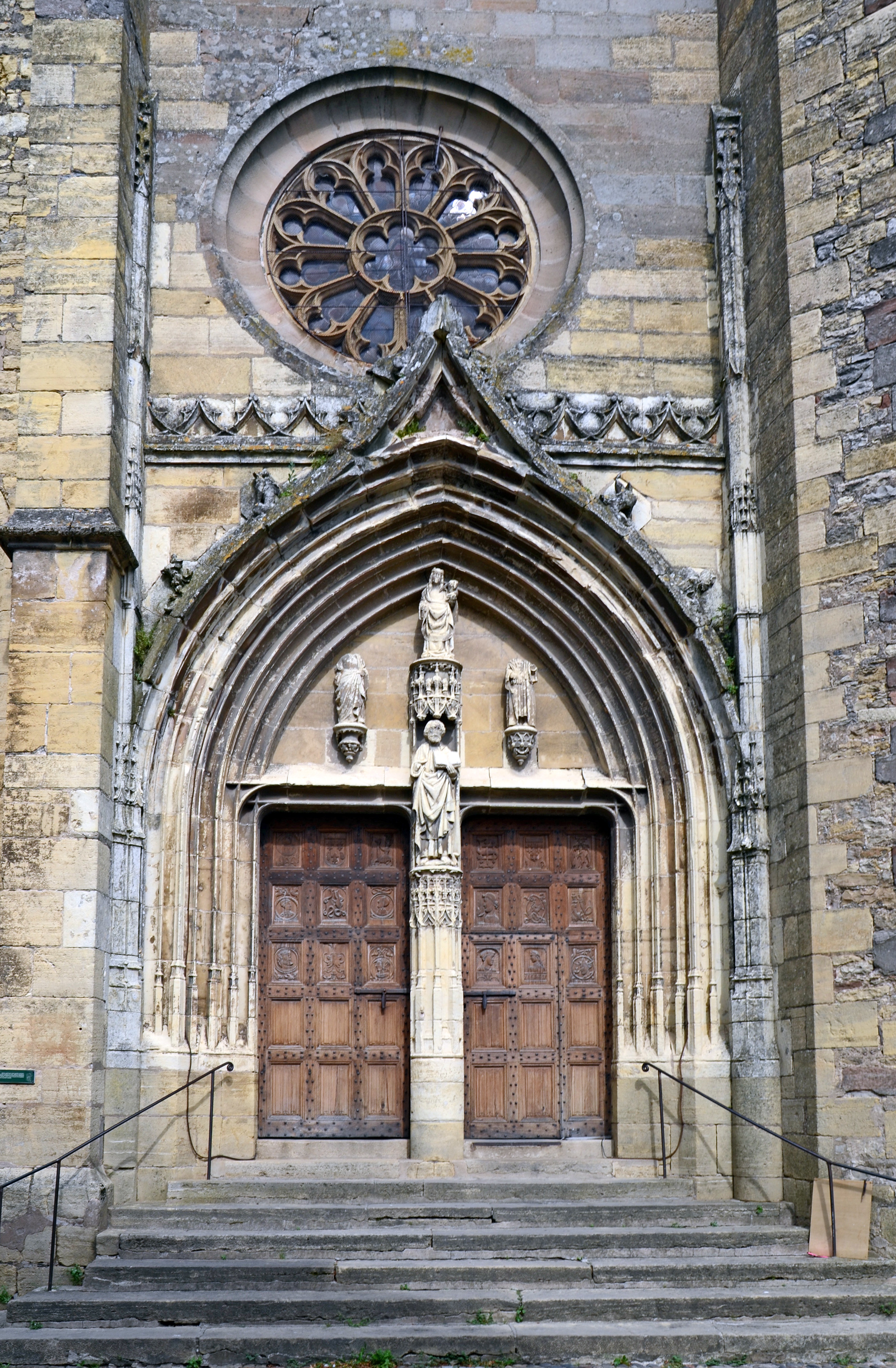
Le portail d'entrée.
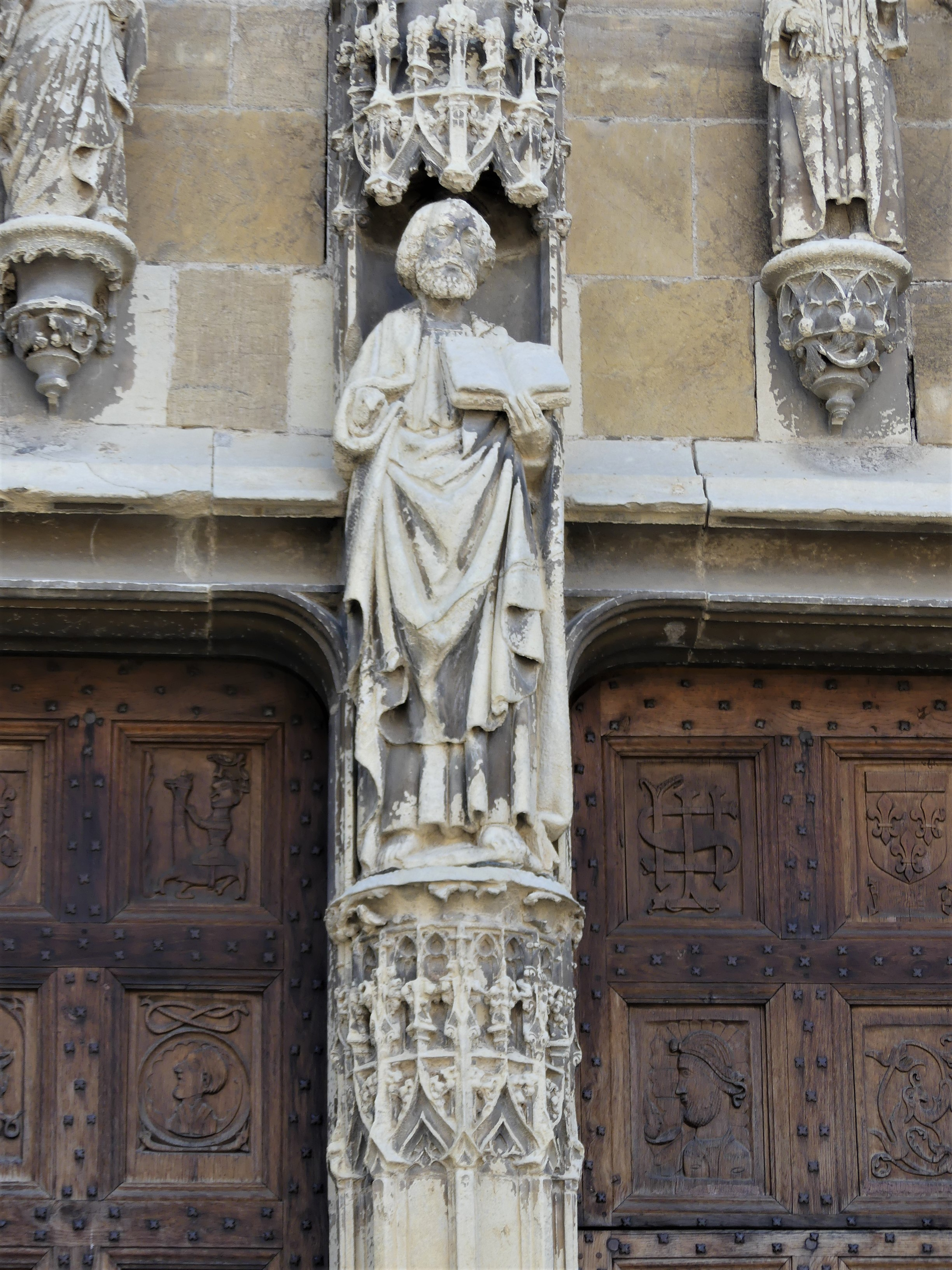
Le trumeau du portail.
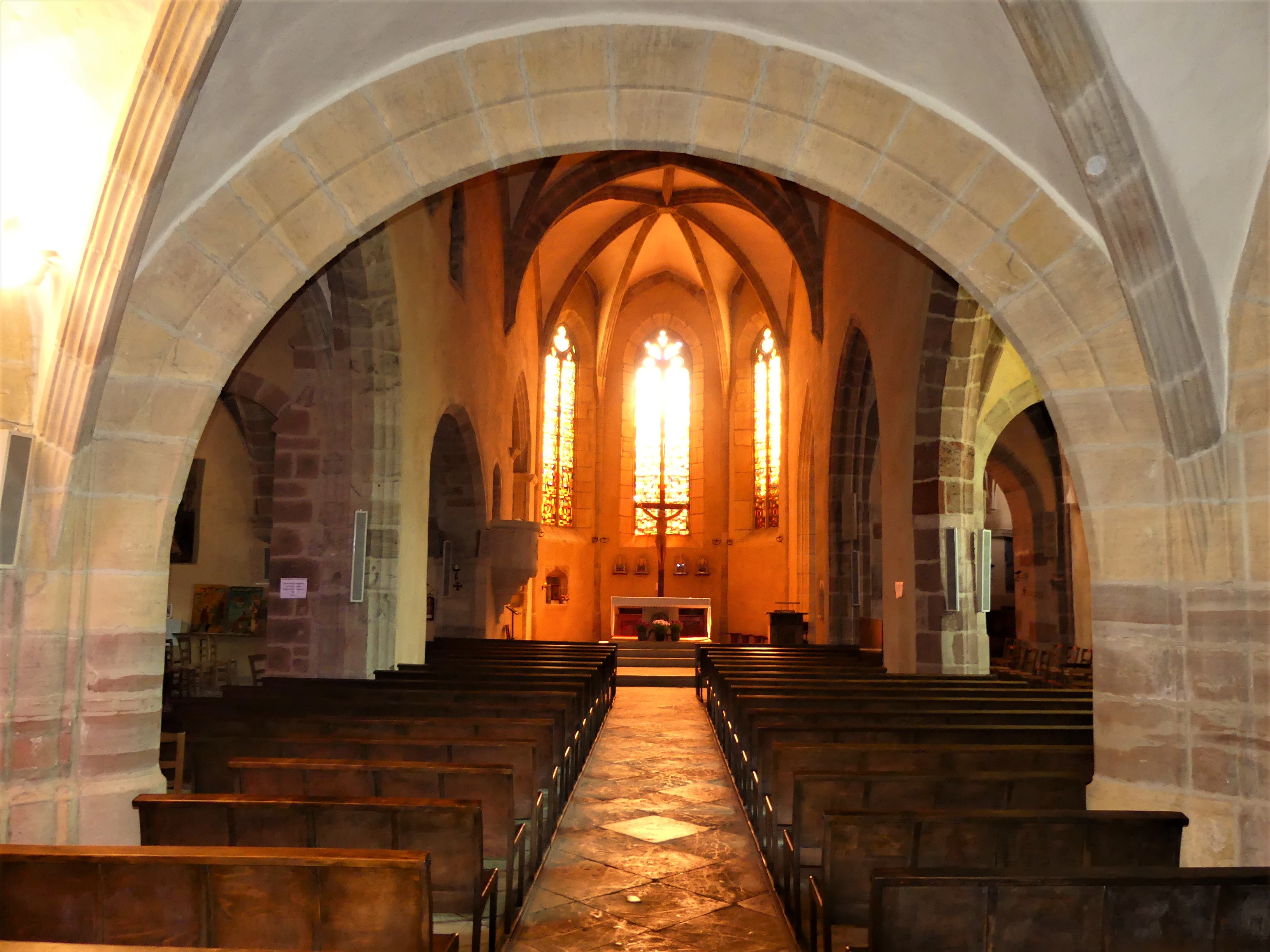
La nef et le chœur.
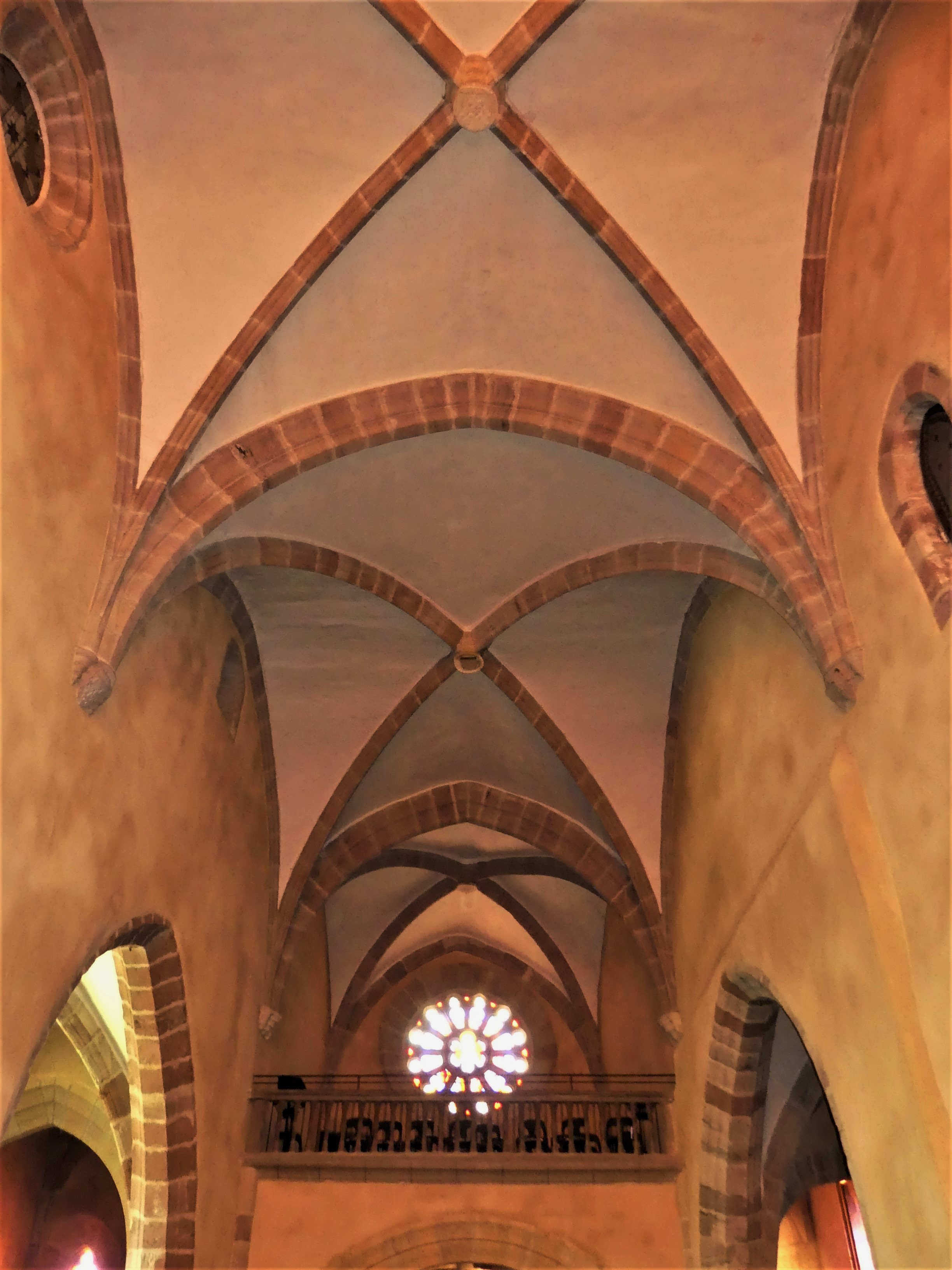
Le plafond.
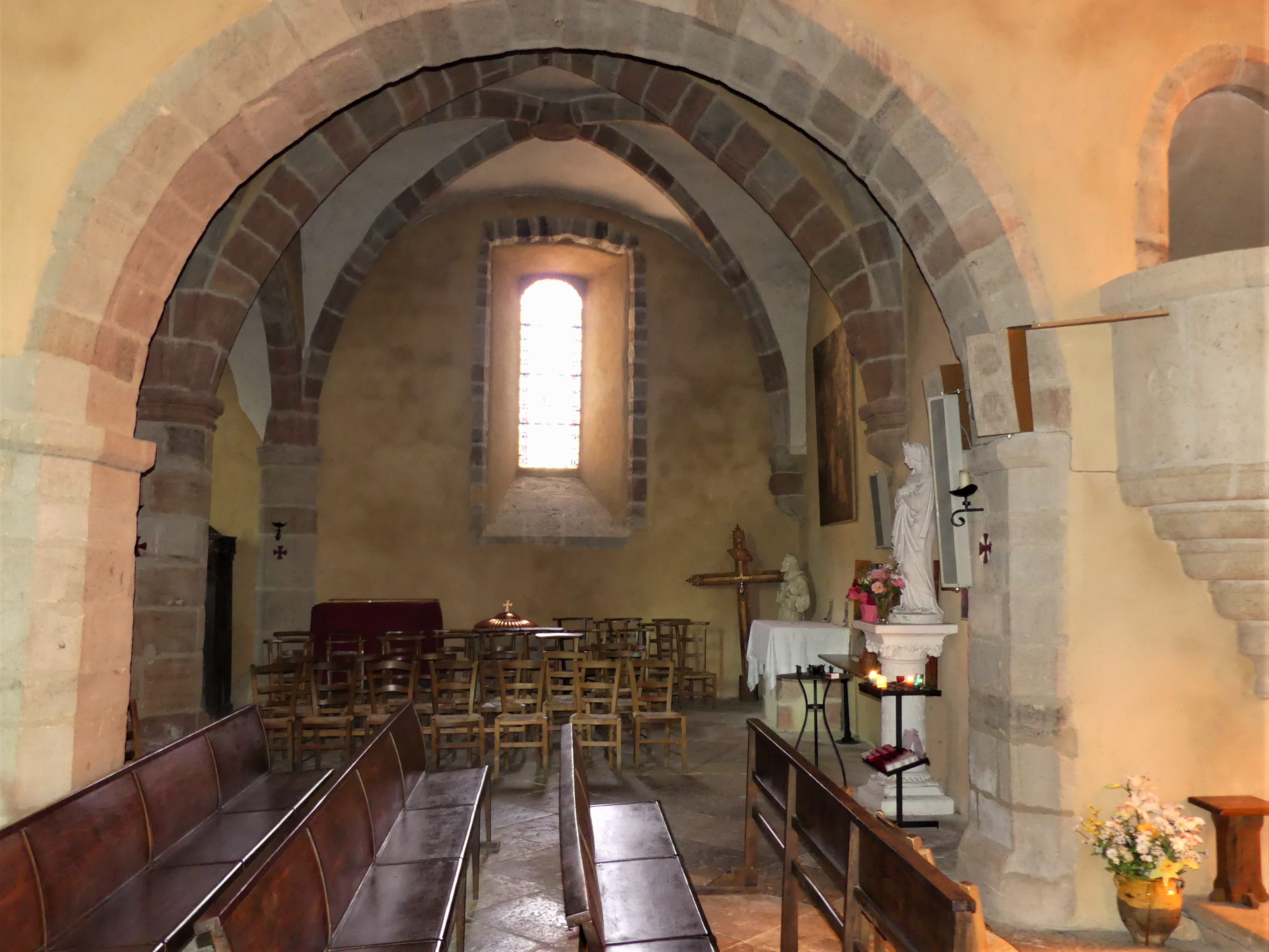
Une chapelle latérale.

## Mobilier
Plusieurs objets mobiliers y sont classés au titre des monuments historiques, soit en 1908, soit en 1981 :
- les deux vantaux du portail en chêne[6] divisés chacun en quinze panneaux dont neuf sont sculptés ;
- la porte de la sacristie du XVe siècle[7] ;
- une statue du XVe siècle en noyer représentant le Christ en croix[8] ;
- un confessionnal du XVIIe siècle de style Henri IV[9] ;
- un meuble de sacristie du XVIIe siècle[10].

Parmi les autres objets remarquables, l'église recèle également un retable et une Pietà sculptée du XVIIIe siècle, un lutrin, et un mausolée datant de 1845 en marbre, réalisé par Broustet, contenant le cœur de Mgr Frayssinous, pair de France, ministre d'État sous Charles X, qui séjourna à Saint-Côme jusqu'en 1838.

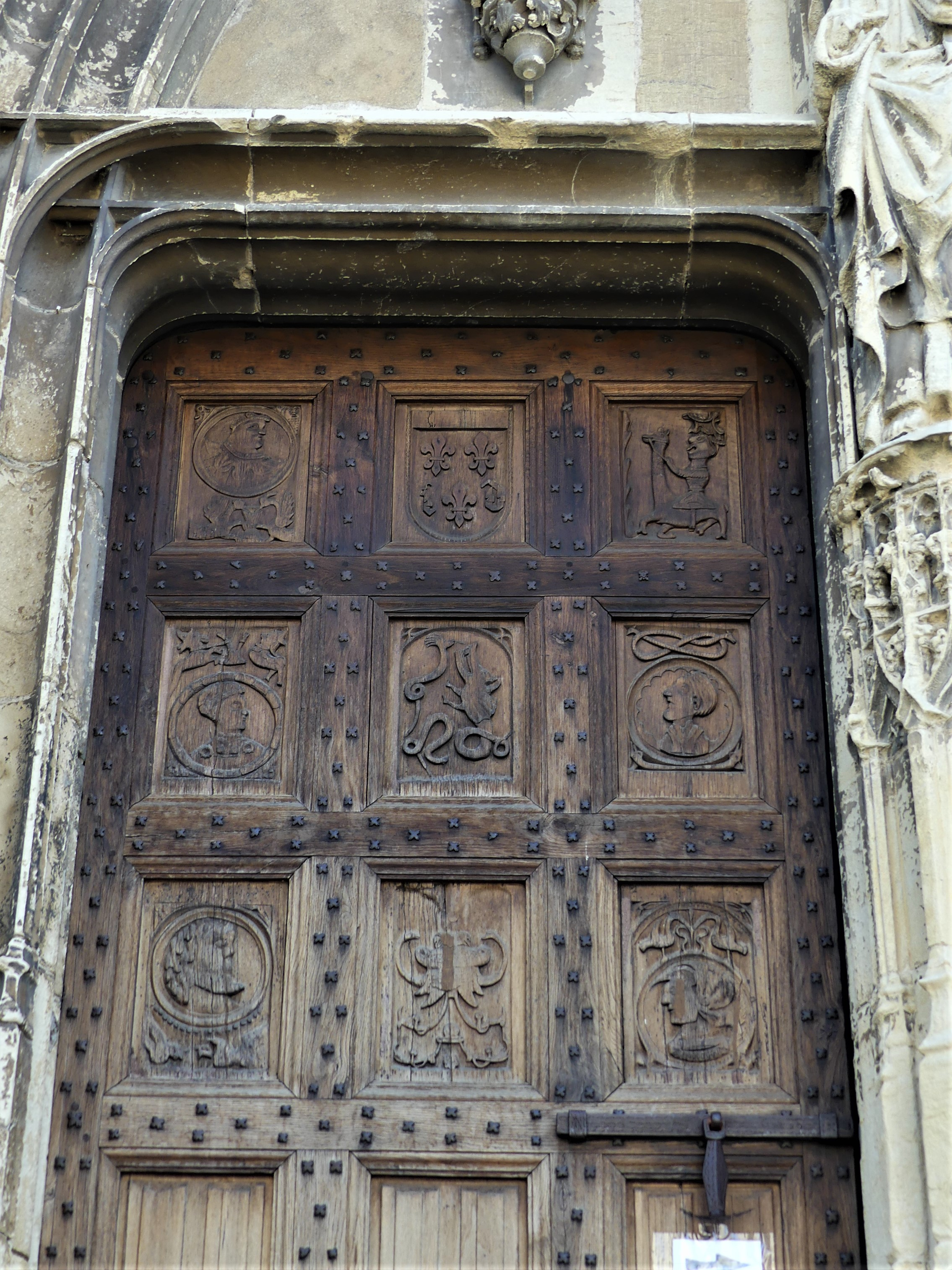
Un des deux vantaux du portail.
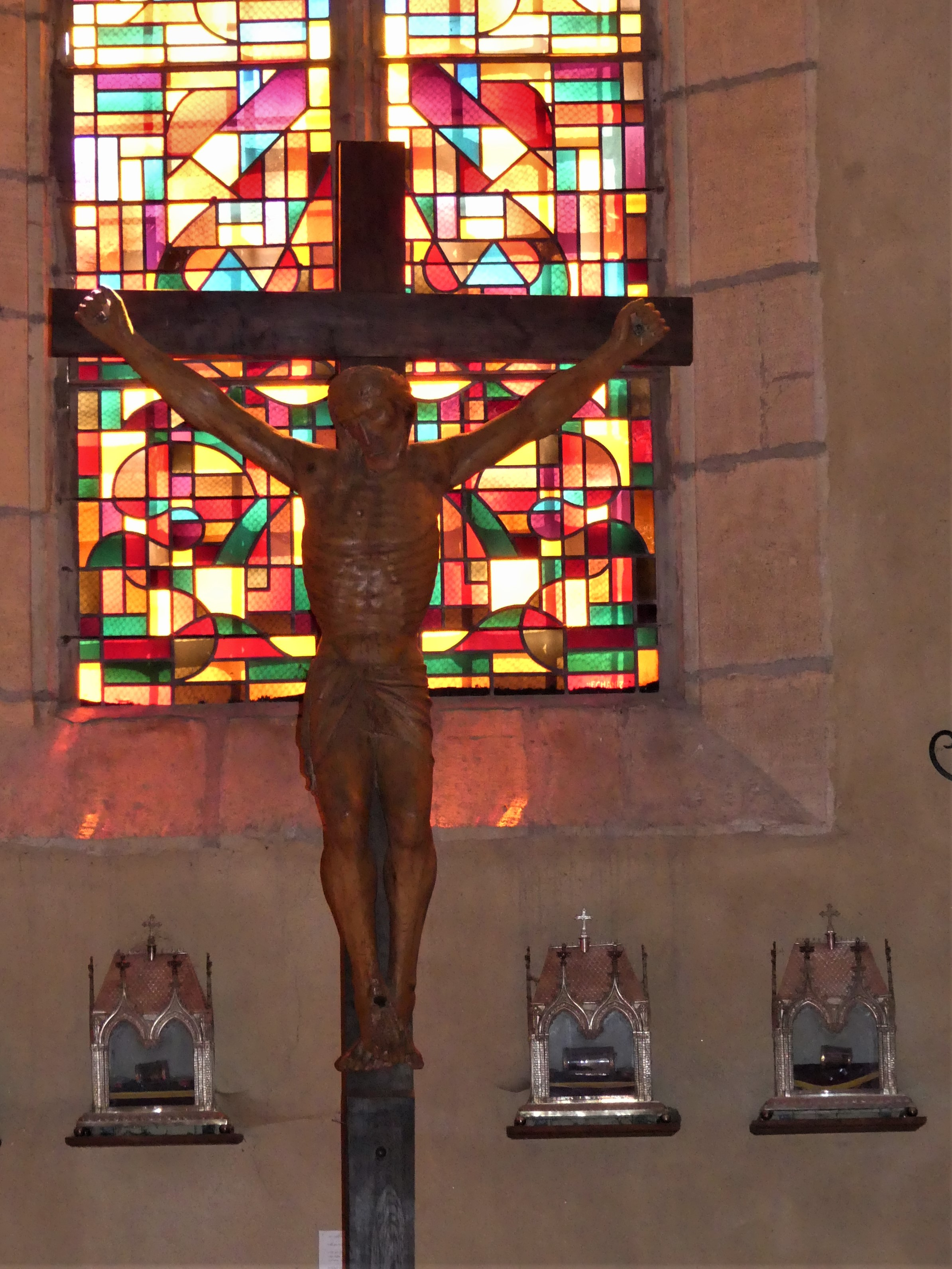
Le Christ en croix du XVe siècle.
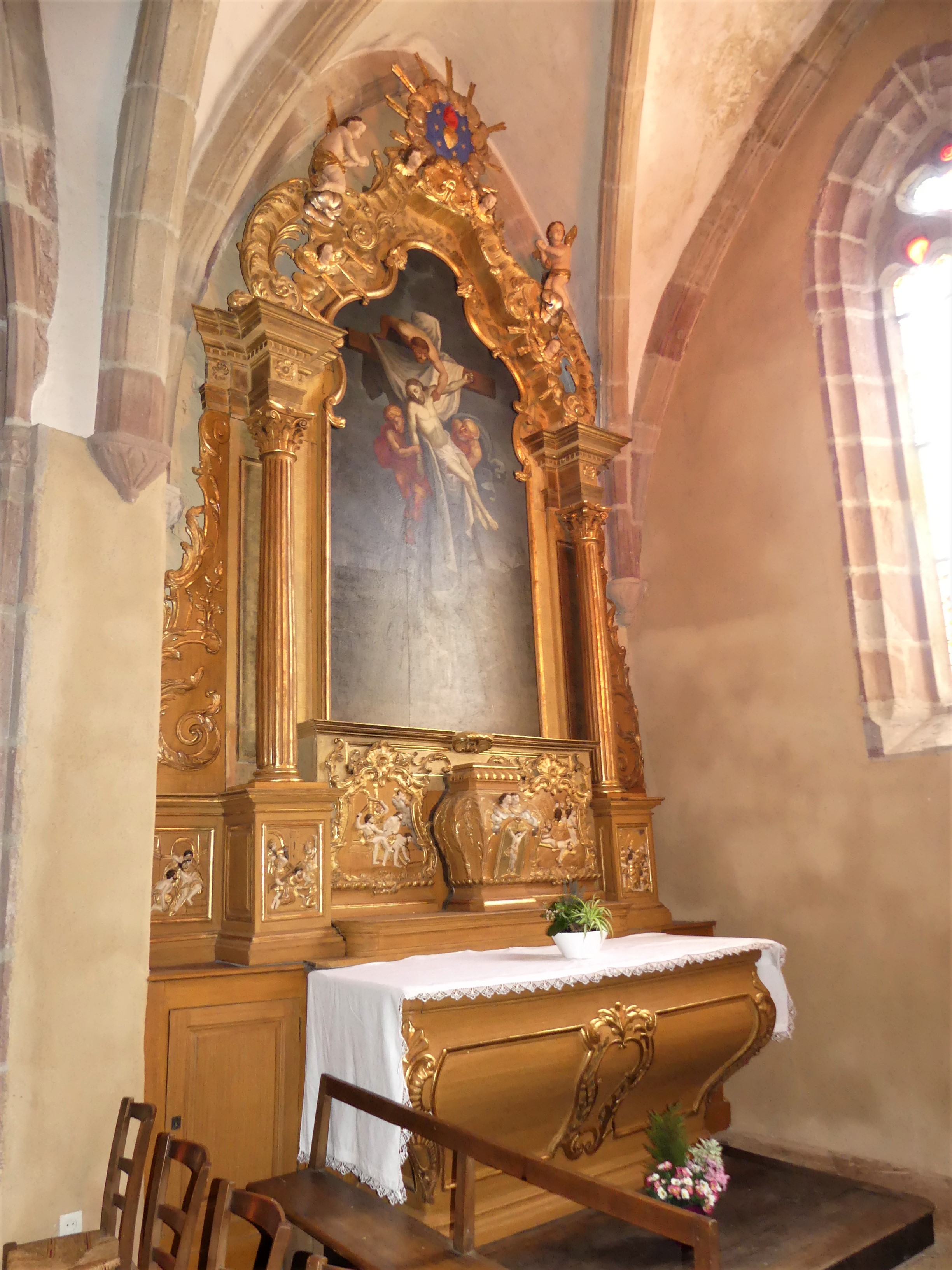
Le retable du XVIIIe siècle.
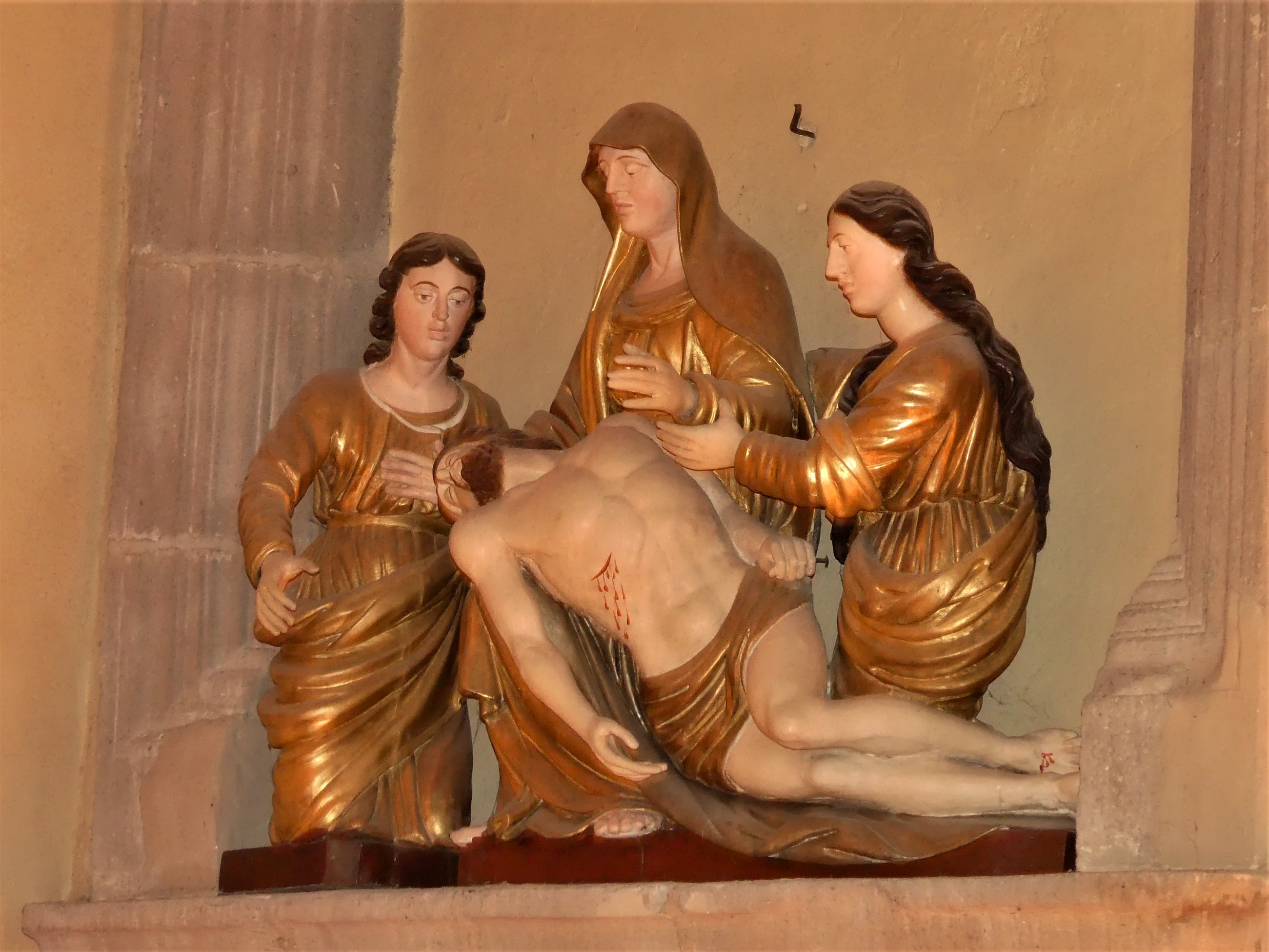
La Pietà du XVIIIe siècle.
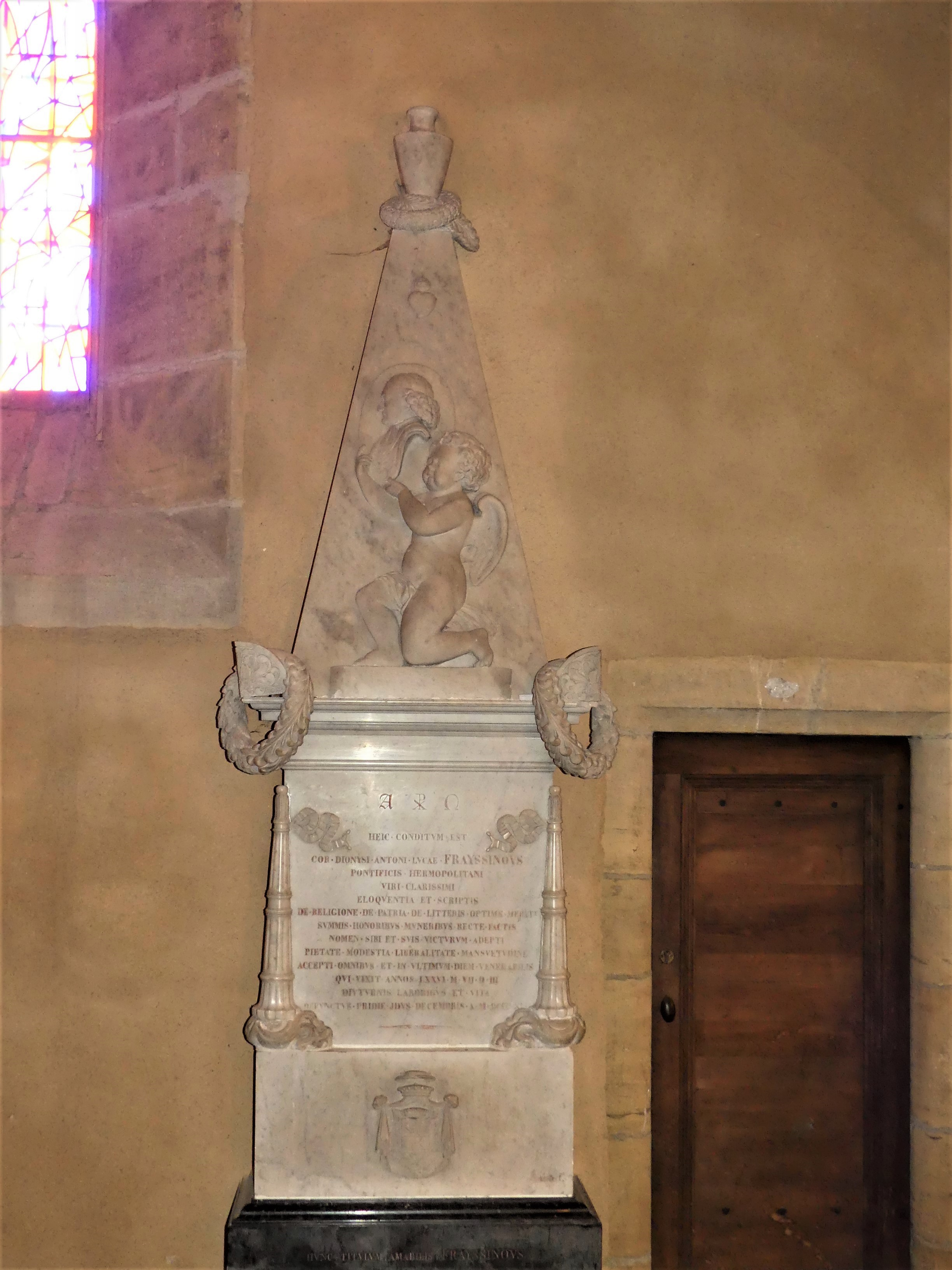
Le mausolée de Mgr Frayssinhous.
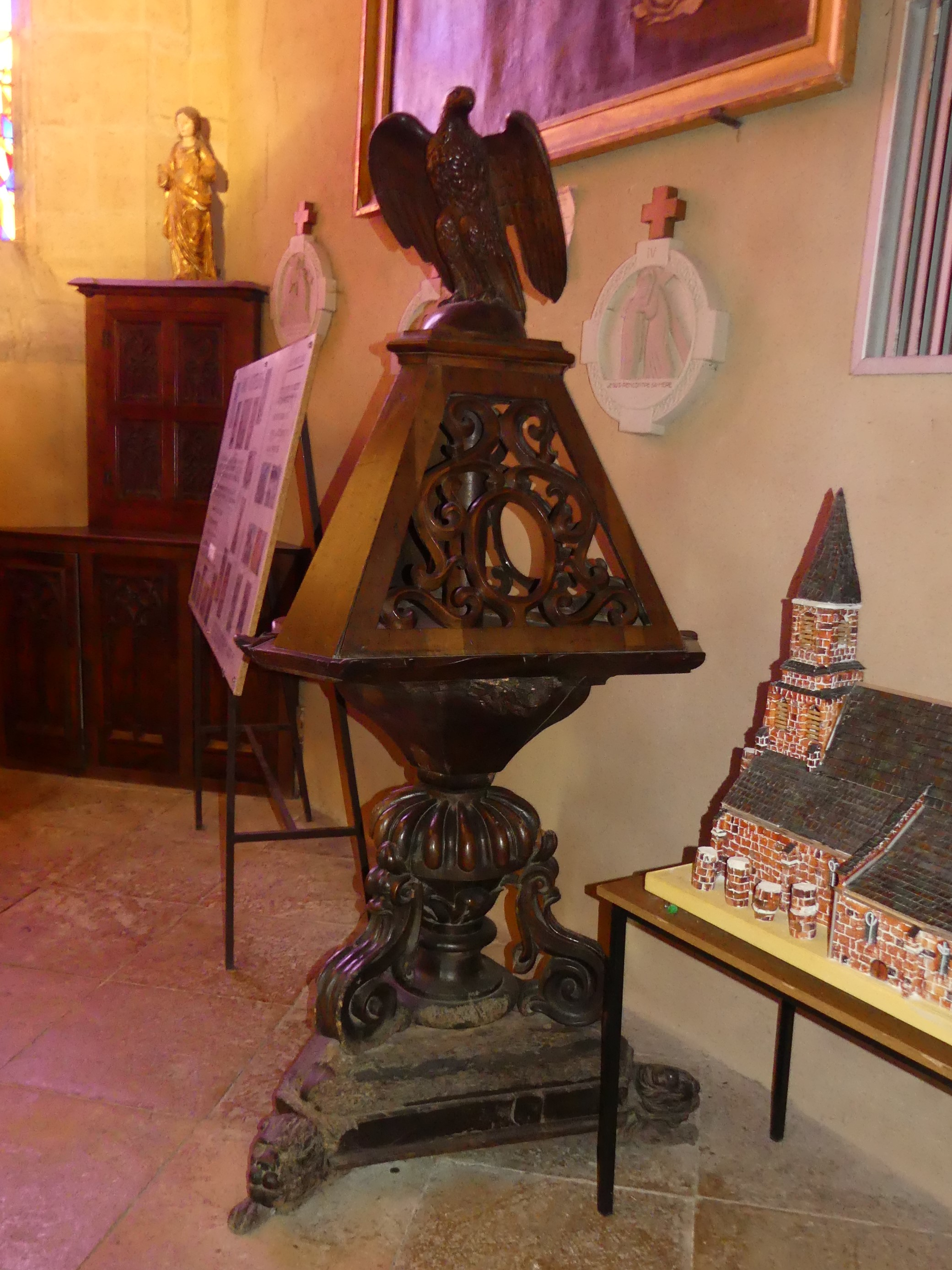
Le lutrin.